# کانتون لوگرونیو
کانتون لوگرونیو (به اسپانیایی: Cantón Logroño) یک منطقهٔ مسکونی در اکوادور است که در استان مورونا-سانتیاگو واقع شده‌است.

## خصوصیات
کانتون لوگرونیو ۴٬۶۲۱ نفر جمعیت دارد.